# Чемпионат Ганы по шоссейному велоспорту
Чемпионат Ганы по шоссейному велоспорту — национальный чемпионат Ганы по шоссейному велоспорту, проводимый Федерацией велоспорта Ганы с 2008 года. За победу в дисциплинах присуждается майка в цветах национального флага (на илл.).

## Призёры

### Мужчины. Групповая гонка.
| Год  | Победитель      | Второй        | Третий               |
| ---- | --------------- | ------------- | -------------------- |
| 2008 | Эмануэль Амоако | Самуэль Аним  | Амину Осман          |
| 2009 | Самуэль Аним    | Фрэнсис Тетте | Исаак Одонкор        |
| 2010 | Нуру Пардие     | Фрэнсис Тетте | Самуэль Аним         |
| 2016 | Эмануэль Сэки   | Энтони Боакье | Абдул Разак Мумин    |
| 2022 | Энтони Боакье   | Алекс Аллотей | Джозеф Нии Куэй Амар |

### Мужчины. Индивидуальная гонка.
| Год  | Победитель        | Второй        | Третий     |
| ---- | ----------------- | ------------- | ---------- |
| 2016 | Эмануэль Сэки     |               |            |
| 2017 | Абдул Разак Мумин | Энтони Боакье | Исаак Сэки |

### Женщины. Индивидуальная гонка.
| Год  | Победитель   | Второй                 | Третий          |
| ---- | ------------ | ---------------------- | --------------- |
| 2017 | Эрика Седзро | Сильвия Асиби Адомбайр | Клементина Аюнг |